# Карл Фрідріх Ровер
Карл Фрідріх Ровер (нім. Carl Friedrich Roewer; 12 жовтня 1881 — 17 червня 1963) — німецький арахнолог. Спеціалізувався на косариках, описавши майже третину (2260) відомих видів, а також майже 700 таксонів павуків і численні сольпуги.
Після отримання ступеня доктора філософії він був призначений старшим асистентом Ернста Геккеля в Зоологічному інституті Єни. У 1910 році Ровер став старшим учителем біології та хімії в середній школі на Деханатштрассе в Бремені. Але його основним інтересом залишалася зоологія, і він став визнаним фахівцем з косариків. У 1923 році була опублікована його стандартна робота «Косарики Землі». У 1924 році сенат вільного ганзейського міста Бремен присвоїв йому звання професора. Пізніше його призначили зоологом у Зоологічному музеї Гамбурга, де він працював з арахнологом Карлом Крепеліном.
Ровер став членом нацистської партії в 1930-х роках. З 1933 року він став директором Заморського музею у Бремені. Під його керівництвом музей активізував свою пропаганду наукового расизму у новоствореному Відділі історії племен і людських рас.
У 1945 році Роуера звільнили, спочатку без пенсійних виплат, а його приватний будинок конфіскували. Близько 1950 року він почав продовжувати свій каталог павуків, який з'явився як частина 2. Далі пішли публікації про косариків. Зенкенберзький музей придбав його велику колекцію (включаючи типографський матеріал від інших арахнологів, таких як Людвіг Кох, Ежен Сімон, Тамерлан Торелль, Філіп Берткау та Фрідріх Даль) і його приватну бібліотеку. Деякі з його зразків також знаходяться в Музеї природознавства Берліна.